# Lichtingerstraße 8 (München)

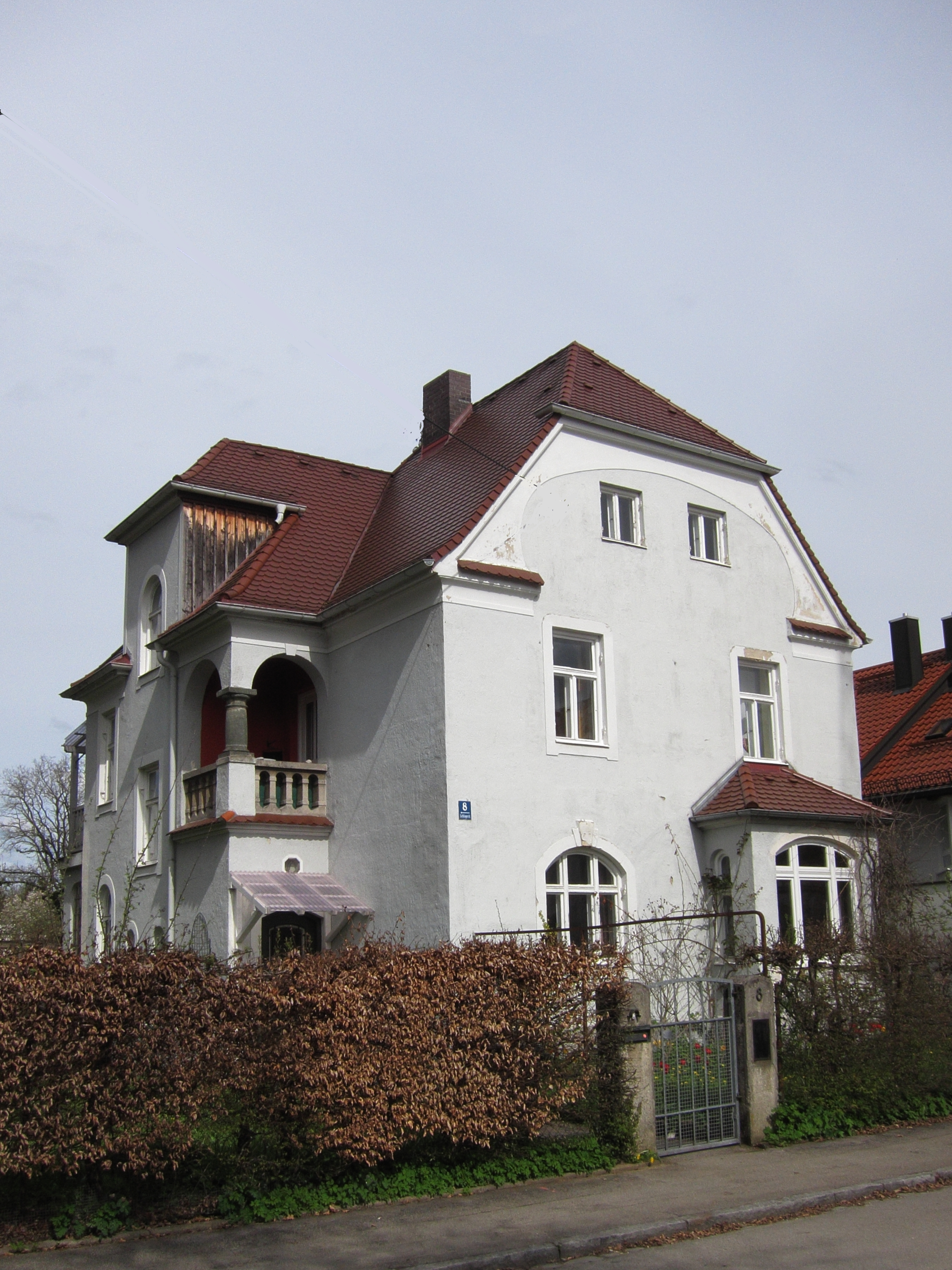
Haus Lichtingerstraße 8 im Stadtteil Pasing von München

Das Gebäude Lichtingerstraße 8 im Stadtteil Pasing der bayerischen Landeshauptstadt München wurde 1905/06 errichtet. Die Villa, die vom Architekten Georg Völkl erbaut wurde, ist ein geschütztes Baudenkmal.
Der vom Jugendstil geprägte Bau, der zur Waldkolonie Pasing gehört, mit Halbwalm und Erker wurde bei Renovierungen verändert. Ursprünglich besaß das Haus Fensterläden und die Fensteröffnung des Bodenerkers war mit einem gerundeten Abschluss versehen. Im Jahr 1912 erfolgte nach hinten und an der rechten Traufseite ein Anbau.